# Oddział Polskiego Towarzystwa Ludoznawczego w Poznaniu
Oddział Polskiego Towarzystwa Ludoznawczego w Poznaniu ma swój początek w roku 1910, kiedy to powołano Towarzystwo Ludoznawcze pod przewodnictwem Heleny Cichowicz, natomiast rok później, również z jej inicjatywy, odbyło się uroczyste otwarcie zbiorów Ludoznawczych w Muzeum Mielżyńskich Towarzystwa Przyjaciół Nauk w Poznaniu. Ekspozycja powstała w okresie silnej germanizacji, w czasie działalności komisji kolonizacyjnej i rosnących konfliktów. Prezentowano na niej obiekty etnograficzne z wielkopolskich wsi, pozyskiwane w trakcie wyjazdów terenowych przez pasjonatki kultury regionalnej, jakimi były Helena i jej córka Wiesława Cichowicz. Zbiory przetrwały do wybuchu I wojny światowej. Do 1939 roku organizacja nie ulegała przekształceniu w ośrodek o profilu naukowym, a prace Towarzystwa Ludoznawczego dla środowisk uniwersyteckich miały charakter nieprofesjonalny.
Z momentem śmierci H. Cichowicz w 1929 roku, pieczę nad zbiorem przejęła jej córka, Wiesława Cichowicz, która w 1936 roku zorganizowała uroczystość 25-lecia Zbiorów Ludoznawczych. Podczas wojny zbiory etnograficzne w przeważającej części uległy zniszczeniu. Po wojnie W. Cichowicz od nowa podjęła pracę terenową na obszarze Wielkopolski i na terenach tzw. Ziem Odzyskanych. Efektem tego była ogromna ilość zbiorów, która po jej śmierci, na podstawie testamentu, została przekazana Muzeum Archidiecezjalnemu w Poznaniu.
Część etnograficzna została udostępniona w otwartym 28 czerwca 1981 roku Oddziale Sztuki Ludowej im. Heleny i Wiesławy Cichowicz, a obecnie stanowi ona część zbiorów Muzeum Etnograficznego w Poznaniu, które jest Oddziałem Muzeum Narodowego w Poznaniu.
Od wybuchu II wojny światowej Działalność Towarzystwa Ludoznawczego w Poznaniu ustała. Reaktywowano ją w 1945 roku pod kierunkiem prof. Eugeniusza Frankowskiego, w ramach działalności Polskiego Towarzystwa Ludoznawczego. Czas między 1945 a 1965 rokiem przyniósł dynamiczny rozwój badań i publikacji etnograficznych w historii ośrodka w Poznaniu. Wlicza się w to publikację trzytomowego dzieła pt. „Kultura ludowa Wielkopolski” w latach 1960–1966, pod kierownictwem prof. dr. Józefa Burszty. Przejściowo Poznań w latach 1951–1954 był siedzibą głównego zarządu Polskiego Towarzystwa Ludoznawczego, gdzie kierownikiem Katedry w tym czasie był prof. dr Józef Gajek.
Obecnie Polskie Towarzystwo Ludoznawcze Oddział w Poznaniu swoją siedzibę ma w Instytucie Antropologii i Etnologii UAM.
Członkiem PTL O / Poznań były m.in. prof. dr hab. Maria Paradowska i dr hab. Zofia Staszczak.

## Prezesi Oddziału
| rok  | prezes                         |
| ---- | ------------------------------ |
| 1952 | Olga Gajkowa                   |
| 1953 | Stanisław Błaszczyk            |
| 1957 | Tadeusz Wróblewski             |
| 1959 | Józef Burszta                  |
| 1963 | Maria Frankowska               |
| 1966 | Aleksander Posern-Zieliński    |
| 1980 | Franciszek Wokroj              |
| 1982 | Marek Gawęcki                  |
| 1982 | Medard Tarko                   |
| 1986 | Zbigniew Toroński              |
| 1997 | Wojciech Dohnal                |
| 2002 | Jacek Bednarski                |
| 2007 | Anna Weronika Brzezińska       |
| 2019 | Magdalena Ziółkowska-Kuflińska |
| 2023 | Agata Stanisz                  |

## Aktualny skład Oddziału
Obecnie Oddział liczy 79 członków. Skład zarządu Oddziału na kadencję 2019-2023:
| funkcja            | skład |
| ------------------ | --- |
| Prezes             | prof. UAM dr hab. Agata Stanisz, Wydział Antropologii i Kulturoznawstwa, Instytut Antropologii i Etnologii UAM                                |
| Wiceprezes         | dr Karolina Echaust, Instytut Skrzynki (Instytut Dokumentacji, Rozwoju i Promocji Dziedzictwa Kulturowego i Kulinarnego Powiatu Poznańskiego) |
| Wiceprezes         | dr Natalia Maksymowicz-Mróz, Uniwersytet Szczeciński                                                                                          |
| Sekretarz          | dr Karolina Dziubata-Smykowska,Wydział Antropologii i Kulturoznawstwa, Instytut Antropologii i Etnologii UAM                                  |
| Skarbnik           | dr Mikołaj Smykowski, Wydział Antropologii i Kulturoznawstwa, Instytut Antropologii i Etnologii UAM                                           |
| Z-ca skarbnika     | mgr Aleksandra Dzik, Szkoła Doktorska Nauk Humanistycznych UAM, Instytut Antropologii i Etnologii UAM                                         |
| Członkowie Zarządu | dr hab. Joanna Minksztym, Muzeum Etnograficzne w Poznaniu                                                                                     |
| Komisja Rewizyjna  | mgr Grzegorz Skalski, mgr Janina Chodera |

## Serie wydawnicze i poznańscy redaktorzy
Członkowie Towarzystwa Oddziału poznańskiego zasiadający w komitetach redakcyjnych oraz pełniący rolę redaktorów serii wydawniczych PTL-owskich:
| czasopismo / seria wydawnicza                  | członkowie PTL O/Poznań |
| ---------------------------------------------- | --- |
| Lud                                            | prof. UAM dr hab. Wojciech Dohnal (redaktor naczelny) prof. UAM dr hab. Agnieszka Chwieduk (członkini redakcji)                            |
| Łódzkie Studia Etnograficzne                   | dr Karolina Dziubata-Smykowska (członkini redakcji)                                                                                        |
| Prace i Materiały Etnograficzne                | prof. UAM dr hab. Agnieszka Chwieduk (członkini redakcji)                                                                                  |
| Prace Etnologiczne                             | prof. UAM dr hab. Izabella Main (redaktorka naczelna) mgr Izabela Kujawa (członkini redakcji) mgr Aleksandra Turowska (członkini redakcji) |
| Atlas Polskich Strojów Ludowych                | dr hab. Prof. UAM Anna Weronika Brzezińska (redaktorka naczelna)                                                                           |
| Kultury Popularne Świata                       | prof. dr hab. Waldemar Kuligowski (redaktor naczelny) dr Arkadiusz Jełowicki (członek redakcji) mgr Karolina Dziubata (członkini redakcji) |
| Komentarze do Polskiego Atlasu Etnograficznego | dr hab. Prof. UAM Anna Weronika Brzezińska (członkini redakcji) dr Arkadiusz Jełowicki (członek redakcji)                                  |
| Dziedzictwo kulturowe                          | dr hab. Prof. UAM Anna Weronika Brzezińska (członkini redakcji)                                                                            |
| Biblioteka Literatury Ludowej                  | dr hab. Prof. UAM Joanna Rękas (członkini redakcji)                                                                                        |

## Kalendarium
Najważniejsze wydarzenia w historii Towarzystwa Ludowego i Oddziału Polskiego Towarzystwa Ludowego w Poznaniu:

| kalendarium    | wydarzenia |
| -------------- | --- |
| 30.12.1895     | członkami korespondentami mianowano dr Władysława Łebińskiego |
| 22.03.1910     | Helena Cichowicz założyła Towarzystwo Ludoznawcze |
| 02.12.1911     | otwarcie Muzeum Ludoznawczego ze zbiorami Heleny Cichowicz |
| 1919           | utworzono Katedrę Etnografii na Uniwersytecie im. Adama Mickiewicza; jej pierwszym kierownikiem został prof. dr Jan Bystroń |
| 1926           | Eugeniusz Frankowski został mianowany profesorem nadzwyczajnym etnografii na UAM i objął katedrę po Janie S. Bystroniu. Prowadził ją z dwiema przerwami do 1957 roku |
| 15-17.6.1950   | XXV Walne Zgromadzenie PTL w Poznaniu. Prezesem ponownie obrano prof. Kazimierza Moszyńskiego, a sekretarzem prof. dr Józefa Gajka |
| 24-25.11.1951  | XXVI Walne Zgromadzenie w Łodzi, podjęto decyzję o przeniesieniu siedziby PTL do Poznania |
| 01.01.1952     | centrala PTL została przeniesiona do Poznania |
| 4-6.06.1952    | konferencja PTL w Poznaniu w sprawie indeksowania czasopism etnograficznych i folklorystycznych, opracowanie instrukcji. |
| 27.10.1953     | w wyniku konfliktu między prof. Józefem Gajkiem a prof. Eugeniuszem Frankowskim władze UAM nakazują Towarzystwu opuszczenie zakładu Etnografii Uniwersytetu; w następstwie PTL przenosi się do Wrocławia, na zaproszenie rektora Uniwersytetu Wrocławskiego prof. dr Jana Mydlarskiego |
| 1954           | ustanowiono Zakłady Etnograficzne Instytutu Historii i Kultury Materialnej w Poznaniu |
| 30.09.1961     | przekazano do Poznania dokumentację prac związaną z drukiem „Dzieł Wszystkich” Oskara Kolberga pod redakcją prof. dr Józefa Burszty |
| 28-30.09.1962  | XXXVII Walne Zgromadzenie PTL w Łańcucie, honorowe członkostwo nadano m. In. Wiesławie Cichowicz |
| 19.5.1962:     | etnograficzna sesja naukowa w Poznaniu, z okazji 5-lecia ośrodka etnograficznego |
| 2-4.05.1962    | II Etnograficzne Seminarium Amerykanistyczne w Poznaniu, zorganizowane przez Zakład Etnografii Powszechnej UAM i poznański oddział PTL |
| 21-23.10.1966: | XLI Walne Zgromadzenie w Poznaniu |
| 1967           | Zarząd Główny powołał Radę Wydawniczą, przewodniczącym został prof. dr Józef Burszta, red. „Dzieł Wszystkich” Oskara Kolberga i „Ludu” |
| 18-20.04.1969  | III Etnograficzne Seminarium Amerykanistyczne w Poznaniu |
| 20.04.1969     | przy PTL powstała Sekcja Amerykanistyczna, jej pracami kieruje prof. Maria Frankowska |
| 16-17.06.1969  | ogólnopolska sesja naukowa „Folklor w życiu współczesnym” |
| 23-25.4.1971   | IV Etnograficzne Seminarium Amerykanistyczne |
| 19-20.4.1974   | V Etnograficzne seminarium Amerykanistyczne |
| 10.10.1974     | IV Sympozjum „Ethnologia Slavica”, Poznań-Błażejewko |
| 11-12.11.1977  | „Funkcje społeczne etnologii”, ogólnopolska konferencja naukowa w Poznaniu |
| 21-23.9.1981   | międzynarodowe sympozjum „Rodzina polska i jugosłowiańska w świetle badań etnologicznych”, Poznań |
| 14.03.1983     | jubileusz 50-lecia pracy naukowej dr Stanisława Błaszczyka w Poznaniu |
| 26.02.1985     | powstanie koła zainteresowań Kulturą Łużyczan przy oddziale poznańskim |
| 6.7.1987       | zmarł prof. Józef Burszta |
| 1987           | redaktorem naczelnym „Ludu” zostaje prof. dr Zbigniew Jasiewicz, redaktorem naczelnym „Dzieł Wszystkich” Oskara Kolberga zostaje doc. dr. hab. Bogusław Linette |
| 18-19.09.1987  | LXIII Walne Zgromadzenie i sesja „Tradycja i zmiana w życiu wiejskich społeczeństw w krajach Trzeciego Świata” |
| 08.11.1989     | zmarł Stanisław Błaszczyk, członek honorowy PTL, wybór prof. dr Czesława Hermansa na jej przewodniczącego |
| 29.04.1991     | zmarł prof. dr Franciszek Workoj, były prezes PTL, antropolog |
| 26-27.05.1994  | ogólnopolska konferencja „Między ludoznawstwem a antropologią” |
| 9-11.09.1995   | członkami honorowymi mianowano prof. Zbigniewa Jasiewicza i prof. Gerarda Labudę. LXXI Walne Zgromadzenie we Wrocławiu, Uroczystość Stulecia Towarzystwa. |
| 2010-2011      | współpraca PTL-u z Muzeum Etnograficznym, Oddział Muzeum Narodowego w Poznaniu i organizacja cyklu spotkań pt. „TANIEC – OBRZĘD – RYTUAŁ”. Cykl etnograficznych spotkań z tańcem. |
| 20-23.09.2012  | LXXXVIII Walne Zgromadzenie Delegatów Polskiego Towarzystwa Ludoznawczego w Poznaniu, zorganizowane przez Zarząd Główny Polskiego Towarzystwa Ludoznawczego oraz Oddział PTL w Poznaniu przy współudziale: Instytutu Etnologii i Antropologii Kulturowej UAM, Centrum Badań Migracyjnych UAM, Instytutu im Oskara Kolberga w Poznaniu, Muzeum Etnograficznego, Oddziału Muzeum Narodowego w Poznaniu |